# Земна твердь-1 (Дискавері)

## Про епізод
Земна твердь-1 (Terra Firma-1) — тридцять восьмий епізод американського телевізійного серіалу «Зоряний шлях: Дискавері» та дев'ятий в третьому сезоні. Епізод був написаний Омаром Мадга, а режисував Алан Макелрой. Перший показ відбувся 10 грудня 2020 року. Українською мовою озвучено студією «ДніпроФільм».

## Зміст
Калбер звертається за консультацією щодо стану імператорки до Ковіча. Ковіч, загадковий оперативник Зоряного флоту, народжений у 3100-х роках, пояснює Калберу — через те, що Філіппа подорожувала часом і вимірами, її молекули стали занадто нестійкими і будуть розпадатися. А основний і дзеркальний Всесвіти увесь цей час розходилися. Калбер дізнається від комп'ютера корабля «Зора», що Джорджі має шанс вижити, якщо вона зійде на поверхню безлюдної планети Деніс-V, щоб знайти ліки — 5 % шансів на виживання. Тим часом імператорка страждає від втрати концентрації на предметах основного Всесвіту. Тіллі пропонує їй приватну допомогу — а отримує купу погроз і образ. Сару відмовляє в переміщенні до планети — отримано інформацію про підготовку військових навчань Смарагдового ланцюга. Сама планета знаходиться десь аж поблизу Гама-квадранта. Адмірал Венс надає дозвіл «Дискавері» перемістити Джорджі на планету — під обціянку Майкл — відпустити імператорку, коли прийде її час. Адмірал пояснює Сару — якщо не допомогти зараз Джорджі, екіпаж «Дискавері» ніколи більше не ставитиметься з повагою до Сару чи Федерації — та й капітан більше не зможе себе поважати.
Імператорка відкидає допомогу Майкл і починає на неї жорстко нападати. Бернем відмовляється битися і змушує імператорку езоповою мовою сказати слова згоди.
«Дискавері» здійснює стрибок до Деніса-V. Попрощатися і промовити слова подяки імператорці приходить і Сару. Тіллі душить в обіймах Джорджі — чим її сильно дивує. Майкл та імператорка десантуються на планету.
Пол Стамец та Адіра зуміли розшифрувати сигнал із туманності — вони викликають Сару. До капітана підходить Букер й пропонує допомогу — в тому числі і з так званими навчаннями Смарагдового ланцюга. Тим часом на планеті Майкл та імператорка бачать проєкцію чоловіка — він сидить на лаві і чмтає газету. В газеті пишеться про страшну і болісну смерть Джорджі. Незнайомець представляється Карлом і вказує на двері — через які може пройти імператорка. На портативному комп'ютері Майкл дверей взагалі не спостерігається — тим часом Джорджі знову починає дефрагментуватися. Карл показує завтрашню газету із повідомленням про смерть Джорджі.
Стамец і Адіра показують повідомлення — йому більше 100 років — Сару; це сигнал лиха від келпійського корабля. Повідомленя було записане за кілька років до спалу — келпійці досліджували родовища дилітію у туманності Веррубіан. І корабель досі передає сигнал лиха — Сару хоче дослідити келпійське пристанище.
Карл переконує її перетнути, і Джорджі опиняється у Дзеркальному Всесвіті на борту «Дискавері» в часі до того, як вона відвідала основний Всесвіт.
Після поновлення на посаді імператора Теранської імперії, Джорджі виявляє, що час, який вона провела в основному Всесвіті, змінив її. Імператорка розмовляє із Вбиллі про заколот проти неї Габріеля Лорки. Майкл Бернем зраджує її, але Джорджі вирішує пощадити її життя і змінити перебіг подій. Імператорка бесідує із дзеркальною Майкл — та оповідає як осліпила і відрізала руки скульпторам, щоб їхні роботи стали набагато дорожчими. Джорджі напряму питає у Майкл про Лорку і її стосунки з Лоркою — Бернем переводить перебіг подій на незграбного раба-келпійця. Несподівано імператорка наказує пощадити келпійця — мотивуючи тим, що вона його мучитиме набагато довше чим просто вбити. Імператорка дозволяє рабу-келпійцю розмовляти і в ході розмови питає — чому її дочка зрадила? І наказує після відповідей келпійцю шпигувати для імператорки.
Під час презентації нового флагмана імперського флоту «Харона» Джорджі вбиває Стамеца — який готувався увіткнути ніж в неї. Чим перебиває плани заколотників. Майкл приймає рішення першою прославити імператорку.
Вбиллі на чолі особистої охорони імператорки арештовує Майкл. Майкл визнає що з Лоркою зрадила імператорку і чекає на смерть. Однак Джорджі зупиняє свого меча на шиї Майкл. Джорджі рятує Бернем під виглядом того, що наказує підлеглим помістити її в агонізатор.
Я не помру сьогодні

## Сприйняття та відгуки
Станом на серпень 2021 року на сайті «IMDb» серія отримала 6.3 бала підтримки з можливих 10 при 2528 голосах користувачів.
Оглядач Скотт Колура для «IGN» писав так: «Здається цілком зрозумілим, що все це відбувається у голові Джорджі або якимось іншим способом метареальності (тут помирає Дзеркальний Стамец, що не має бути можливим — тому що він ще має померти — так, як ми бачили у 1 сезоні). Але справжнє питання полягає в тому, як цей досвід вплине на Джорджі? Єо добре справляється з тим, щоб поглядом або порухом передати, як її характер тепер милосердніший за минулий, і як вона раптом усвідомлює жорстокість й насильство навколо неї по-іншому. Чи примирення її минулого з теперішньою буде ключем до її лікування? Ачи її викупом?»
В огляді для «Den of Geek» Кейті Барт надала епізоду оцінку 3 з 5 і відзначила: «Хоча „Терра Фірма-1“ може мати свої структурні недоліки, вона також робить щось неймовірно розумне: змушує Джорджі слухати інших у Дзеркальному Всесвіті. Це створює зв'язок між імператоркою та аудиторією, і такий вид оповідного елементу може бути неймовірно потужним. Я сподіваюся, що „Terra Firma, Part 2“ не витратить його даремно.»
Оглядач Зак Гендлен для «The A.V. Club» зазначав так: «Повернувшись на корабель, ми бачимо людей, які не є злими версіями себе. Майкл повертається, і ми бачимо сцену, коли акторський склад розмовляє про те, наскільки велика Джорджі. Я не думаю, що вона розмовляла з половиною цих людей, не образивши їх. Це дивна, непотрібна данина (особливо з огляду на те, що вона попрощалася із тими, хто мав підстави згадати її в останньому епізоді), який мав би більше сенсу у тривалішій серії. Але, мабуть, серіал ніколи не пройде повз можливості вшанування перемоги, виправдання чи чогось подібного. Єо — чудова акторка, Джорджі надала їй можливість помандрувати деякий час і за це заплатити; успіху, удачі, і сподіваюся, що їй сподобалося. Тепер давайте трохи втішимося, усвідомлюючи, що, нарешті, ми могли б побачити»
Скотт Сноуден в огляді для «Space.com» відзначив епізод 6.5 балами з 10 і зазначив так: «Завжди приємно бачити Дзеркальний Всесвіт у „Зоряному шляху“ — і це найкращий епізод з Джорджі в першому сезоні. Її характер — тактй — набагато краще підходить до Дзеркального Всесвіту. Просто… як ми туди потрапили з цієї особливої нагоди, це трохи вібруючий і хиткий інший часопростір».

## Знімались
| Актор               | Роль                |
| ------------------- | ------------------- |
| Сонеква Мартін-Грін | Майкл Бернем        |
| Даг Джонс           | Сару                |
| Ентоні Репп         | Пол Стамец          |
| Мері Вайзман        | Сільвія Тіллі       |
| Девід Аджала        | Клівленд Букер      |
| Вілсон Круз         | Гаг Калбер          |
| Мішель Єо           | Філіппа Джорджі     |
| Одед Фер            | адмірал Чарльз Венс |
| Блу дель Барріо     | Адіра               |
| Ганна Чізман        | Ейріам              |
| Девід Кроненберг    | Ковіч               |
| Пол Гілфойл         | Карл                |
| Рекха Шарма         | командер Лендрі     |
| Емілі Коутс         | Кейла Делмер        |
| Патрік Квок-Чун     | Ріс                 |
| Ойїн Оладейо        | Джоан Овосекун      |
| Ронні Роу           | лейтенант Брюс      |
| Сара Мітіч          | лейтенантка Нільсон |